# Stefano Sorrentino
Stefano Sorrentino (* 28. März 1979 in Cava de’ Tirreni) ist ein  italienischer ehemaliger Fußballtorhüter.

## Spielerkarriere

### Die Anfänge
Stefano Sorrentino startete seine Karriere als Profifußballer im Jahre 1996 mit 18 Jahren bei Lazio Rom. Dort kam er allerdings genauso wenig wie in der folgenden Saison bei Juventus Turin zum Einsatz – immerhin konnte er mit Juve die italienische Meisterschaft gewinnen. Aus diesem Grund ging Sorrentino 1998 zu Juves Stadtrivalen Torino Calcio. Auch dort wurde die Situation für den jungen Keeper nicht merklich besser. Zwar durfte er in der Saison 1998/99 sein Serie-A-Debüt feiern, dies blieb jedoch sein einziger Einsatz in der laufenden Spielzeit. 

### Torino
Da es für Sorrentino in der ersten Liga nicht so recht voranging, entschloss man sich zu einem Leihgeschäft. Allerdings hatte Sorrentino erneut eine für ihn persönlich katastrophale Saison vor sich. Auch bei SS Juve Stabia saß er die komplette Spielzeit auf der Bank. In der Saison 2000/01 erfüllte sich dann doch endlich der Traum vom Stammplatz für den Italiener. Bei einem erneuten Leihgeschäft konnte er 30 Spiele für den Varese FC bestreiten. Nach seiner Rückkehr zu Torino Calcio 2001 machte er auch dort auf sich aufmerksam, so dass er in den folgenden vier Jahren fast 100 Spiele für die Norditaliener bestritt. Auch nach dem Abstieg 2002/03 blieb er dem Verein treu.

### AEK Athen
Als im Jahre 2005 Torino Calcio aufgelöst wurde und alle Spielerverträge aufgekündigt werden mussten, verließ Sorrentino den Verein in Richtung Griechenland. Dort unterschrieb der Italiener einen Vier-Jahres-Vertrag bei AEK Athen. Dort konnte er sich sportlich nochmals weiterentwickeln und auch in der Champions League spielen. Da seine Frau sich im fremden Land nicht mehr wohlfühlte, fragte Sorrentino beim Verein an, ob er zurück nach Italien gehen könne. Da adäquate Angebote ausblieben, musste Sorrentino bei AEK bleiben, versprach jedoch, 100 % weiterhin für den Club zu geben, was ihm von den griechischen Fans hoch angerechnet wurde. 

### Die letzten Jahre
Nach zwei Jahren als Stammtorwart bei AEK Athen zog es ihn im Sommer 2007 dann doch fort. Ein Grund war die Verpflichtung des österreichischen Nationaltorwarts Jürgen Macho. Mittlerweile ist Sorrentino für die Saison 2007/08 an den spanischen Erstligisten Recreativo Huelva ausgeliehen, bei dem er ebenfalls einen Stammplatz innehatte und alle Saisonspiele bestritt. Nach der Saison musste er dennoch wieder gehen und wurde für die Saison 2008/09 an den italienischen Erstliga-Aufsteiger Chievo Verona weiter verliehen.

### Spätere Karriere
Als der Venetiener den Tormann abgekauft hat, war Sorrentino zunächst auf Leihbasis spielberechtigt, erhielt einen neuen Dreijahresvertrag. Nach einer erfolgreichen Saison wurde er sich gegen Lorenzo Squizzi zum Stammtorhüter durchgesetzt und gewann den Publikumsliebling. Zwischen 2009/10 und 2011/12 absolvierte er jeweils 37 Spiele im Tor. Nach 20 Spielen in der Saison 2012/13 verließ er den Verein im Winter und wechselte zu Ligakonkurrent US Palermo. Nach insgesamt 117 Ligaeinsätzen wechselte er 2016 erneut zu Chievo Verona.

## Erfolge
- Italienischer Meister: 1997/98 mit Juventus Turin (ohne Einsatz)
- Italienischer Zweitligameister: 2013/14 mit der US Palermo